# 米子インターチェンジ
米子インターチェンジ（よなごインターチェンジ）は、鳥取県米子市赤井手の米子自動車道のインターチェンジ。米子空港・境港市の最寄りインターチェンジである。
隣接して米子TBが設置されている。
また当初、米子自動車道米子ICと山陰自動車道米子東ICとの連結は平面交差点で行われており、直接つながっていなかったため、米子JCTを整備、2005年（平成17年）8月4日に出雲・松江方面→落合・岡山方面（Bランプ）が開通、2006年（平成18年）8月11日に岡山・落合方面→松江・出雲方面（Cランプ）が開通した。
山陰道鳥取方面及び国道431号方面へは、従来通り当ICを利用する（山陰道松江方面との出入りも当ICの交差点を利用することも可能）。

## 道路
- E73 米子自動車道（6番）

## 接続する道路
- E9 山陰自動車道 米子東IC
- 国道431号
- 国道9号
- （近くに、鳥取県道24号米子大山線）
- （近くに、鳥取県道53号淀江岸本線）

## 周辺
- 大山
- 佐陀川
- お菓子の壽城
- 皆生温泉
- 境港

## 隣
E73 米子自動車道
(5) 溝口IC/BS - 大山高原SIC/大山PA/BS - 米子TB - (6) 米子IC - (16) 米子JCT